# Himno del Ejército del Aire y del Espacio
Cuando la Fuerza Aérea española fue creada en 1940, se compuso un himno, pero fue cambiado en el año 1967 y es el que se canta actualmente. Fue creado por José María Pemán y Ricardo Dorado y fue elegido entre otros 198 trabajos presentados a un concurso organizado por Ministerio del Aire.

## Letra
Alcemos el vuelo,
sobre el alto cielo
lejos de la tierra
la esperanza nos lleva detrás.
El Aire en la guerra
comienza a ser paz.
Midiendo del aire la limpia grandeza
el alma se llena de luz y de amor
la vida y la muerte cantan la belleza
de una España más clara y mejor.
Volad, alas gloriosas de España
estrellas de un cielo radiante de sol
escribid sobre el viento la hazaña
la gloria infinita de ser español.
A España ofrecida,
tengo muerte y vida
como quien las juega
en un lance de gloria y honor
la aurora me lleva
como un nuevo amor.
Alegre la mano tenaz el empeño
la rosa del viento tomamos por cruz
jamás bajaremos desde nuestro sueño
a una España sin gloria y sin luz.
Volad, alas gloriosas de España
estrellas de un cielo radiante de sol
escribid sobre el viento la hazaña
la gloria infinita de ser español.